# FEB Eredivisie 1970-1971
La FEB Eredivisie 1970-1971 è stata la 26ª edizione del massimo campionato olandese di pallacanestro maschile. La vittoria finale è stata ad appannaggio del Flamingo's Haarlem.

## Risultati

### Stagione regolare
|     | Squadra            | G  | V  | P  | PF | PS | Pt. | Qualificazione |
| --- | ------------------ | -- | -- | -- | -- | -- | --- | -------------- |
| 1.  | Flamingo's Haarlem | 22 | 22 | 0  |    |    | 44  |                |
| 2.  | Rotterdam-Zuid     | 22 | 19 | 3  |    |    | 38  |                |
| 3.  | Punch Delft        | 22 | 16 | 6  |    |    | 32  |                |
| 4.  | Leida              | 22 | 16 | 6  |    |    | 32  |                |
| 5.  | Blue Stars         | 22 | 15 | 7  |    |    | 30  |                |
| 6.  | Suvrikri Den Haag  | 22 | 9  | 13 |    |    | 18  |                |
| 7.  | Donar Groningen    | 22 | 9  | 13 |    |    | 18  |                |
| 8.  | Landlust Amsterdam | 22 | 8  | 14 |    |    | 16  |                |
| 9.  | DED Amsterdam      | 22 | 7  | 15 |    |    | 14  |                |
| 10. | Agon Amsterdam     | 23 | 6  | 17 |    |    | 12  |                |
| 11. | FAC Den Helder     | 23 | 5  | 18 |    |    | 10  | retrocesse     |
| 12. | SVE Utrecht        | 22 | 1  | 21 |    |    | 2   | retrocesse     |

| FEB Eredivisie 1970-1971     |
| ---------------------------- |
| Flamingo's Haarlem 2º titolo |

## Formazione vincitrice
| N° | Naz.                   | Ruolo | Sportivo      |  | Alt. |  |
| -- | ---------------------- | ----- | ------------- |  | ---- |  |
|    | Paesi Bassi (bandiera) | AG    | Kees Akerboom |  | 207  |  |
|    | Paesi Bassi (bandiera) |       | Erik Jager    |  |      |  |
|    | Paesi Bassi (bandiera) | All.  | Jan Janbroers |  |      |  |